# Смерть лорда Эджвера
«Смерть лорда Эджвера» (англ. Lord Edgware Dies) — детективный роман Агаты Кристи с участием Эркюля Пуаро и его приятелей капитана Гастингса и инспектора Скотленд-Ярда Джеппа. Впервые опубликован в сентябре 1933 года британским издательством Collins Crime Club. Роман лёг в основу нескольких кинофильмов и телесериалов. В РФ выпускался также под названиями «Смерть лорда Эдвера» и «Тринадцать сотрапезников».

## Сюжет
Действие романа разворачивается в Лондоне и его пригородах. В центре сюжета лежит расследование убийства богатого и знатного семейного тирана — лорда Эджвера, которого подспудно (прямо в романе это не констатируется, хотя Гастингс упоминает собрание сочинений маркиза де Сада, увиденное в его библиотеке) уличают в склонности к садизму.
Убийство происходит в собственной библиотеке лорда Эджвера в его доме. При этом обстоятельства убийства, в отличие от большинства других романов А. Кристи, не представляют собой ничего интересного. Интрига заключается в том, что убийство сопровождалось костюмированным розыгрышем, и в течение всего романа следствие пытается понять, кто стоял за этим розыгрышем и имеет ли он вообще отношение к убийству.
Как и в некоторых других романах А. Кристи («Смерть на Ниле», «Зло под солнцем» и пр.), Эркюль Пуаро становится непосредственным свидетелем и даже невольным участником событий, предшествовавших убийству. Капитан Гастингс и инспектор Джепп выступают в романе в своих классических амплуа. Как и в других романах А. Кристи с участием Гастингса, повествование романа ведётся от его лица.

## Персонажи
- Эркюль Пуаро — бельгийский сыщик
- Капитан Гастингс — спутник Пуаро по расследованию
- Инспектор Джепп — полицейский
- Джейн Уилкинсон «Леди Эджвер» — знаменитая актриса, жена лорда Эджвера (в некоторых переводах - Сильвия)
- Джордж Альфред Сент-Винсент Марш, IV Барон Эджвер — семейный тиран
- Карлотта Адамс — актриса-«имитатор»
- Брайан Мартин — известный актёр, будущий жених Мэри Драйвер
- Мэри Драйвер — близкая подруга Карлотты Адамс, владелица шляпного магазина
- Эллис — служанка Джейн Уилкинсон
- Аделла Марш — дочь лорда Эджвера (в некоторых переводах - Джеральдин)
- Рональд Марш — племянник лорда Эджвера, следующий лорд Эджвер
- Мисс Кэррол — секретарь лорда Эджвера
- Дональд Росс — молодой человек, актёр
- Герцог Мертон — любовник Джейн, жены лорда Эджвера
- Вдовствующая герцогиня Мертон — мать Героцга Мертонского

## Экранизации
- В 1934 году вышел фильм «Смерть лорда Эджвера», в котором роль Пуаро сыграл Остин Тревор.
- В 1985 году вышел фильм Тринадцать за обедом », в котором роль Пуаро сыграл Питер Устинов.
- В 2000 году роман лёг в основу одного из эпизодов британского сериала «Пуаро Агаты Кристи. В роли Пуаро выступил Дэвид Суше (который в фильме Тринадцать за обедом исполнил роль инспектора Джеппа).